# Cascada Monumental
Cascada Monumental är ett monument i Spanien.   Det ligger i provinsen Província de Barcelona och regionen Katalonien, i den östra delen av landet, 500 km öster om huvudstaden Madrid. Cascada Monumental ligger 11 meter över havet.
Terrängen runt Cascada Monumental är platt söderut, men åt nordväst är den kuperad. Havet är nära Cascada Monumental åt sydost. Närmaste större samhälle är Barcelona, 2,3 km väster om Cascada Monumental. 